# Girouette à pastilles

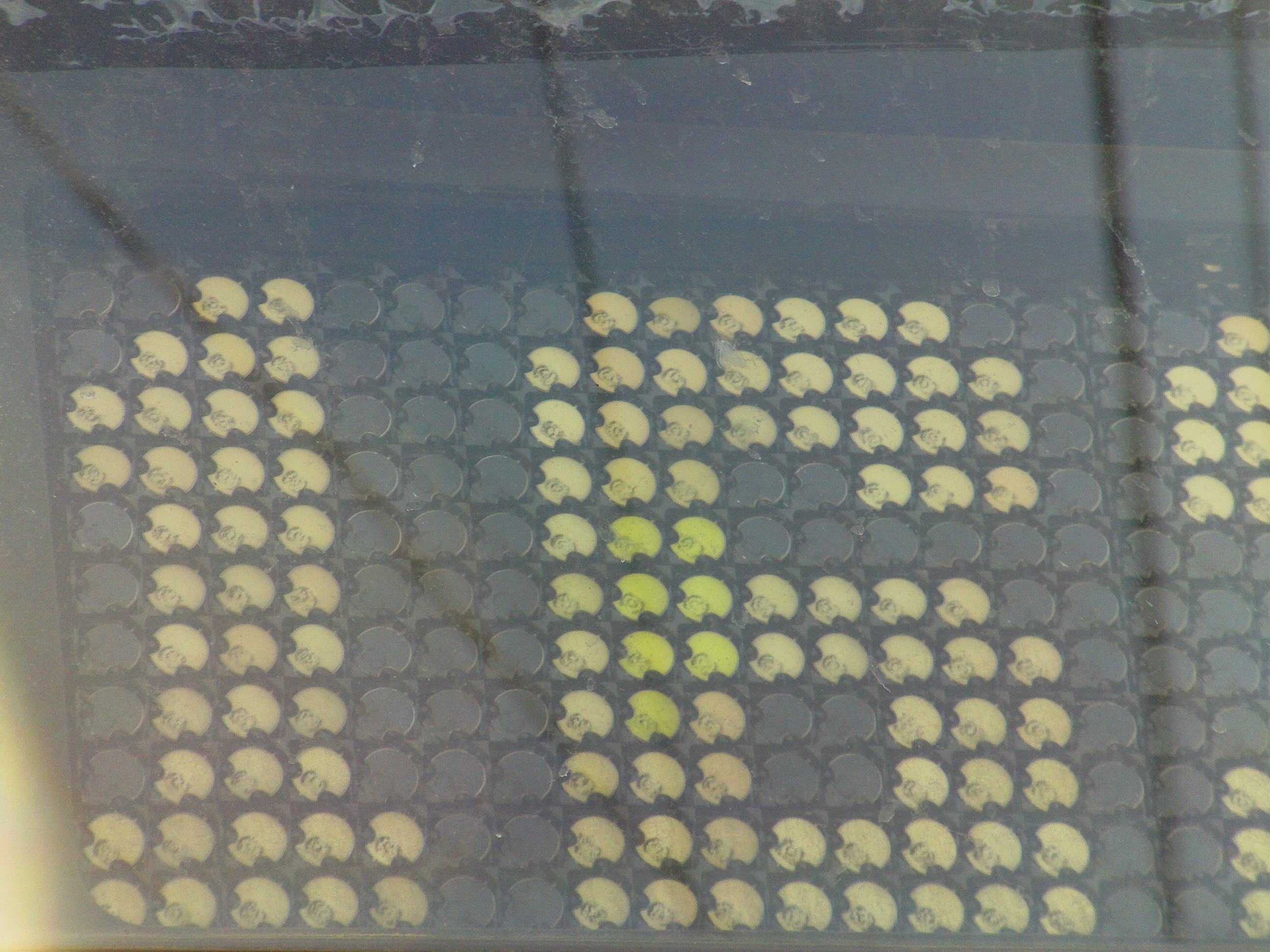
Gros plan d'une girouette à pastilles.

La girouette à pastilles est un dispositif d'information des véhicules de transport. Ces girouettes sont habituellement éclairées par un néon.
Cette technologie est utilisée sur les girouettes des bus en Amérique du Nord, en Australie et en Europe. Elle est aussi utilisée par les dispositifs d'information au public et pour certains jeux télévisés tel que Just Like Mom, The Joke's on Us, Uh Oh! au Canada, ou encore Family Feud (Une famille en or) aux États-Unis (de 1976 à 1995).

## Fonctionnement
Ces girouettes se composent d'une matrice de pastilles à double face, verte (devenant jaune avec l'usure) et noire. Un barreau défilant le long de la girouette retourne les pastilles sur leur côté noir ou vert afin de composer le texte ; ainsi, on voit un effet de « déroulement » de la girouette lorsqu'elle change.
Les pastilles sont attachées à un axe qui porte aussi un aimant permanent. Près de l'aimant se trouve un solénoïde. En envoyant la bonne polarité électrique à l'aimant, l'axe s'aligne au champ magnétique, faisant tourner le disque.
Un système automatisé lit les données et tourne les disques appropriés pour créer l'affichage désiré. Certains affichages utilisent l'autre partie du solénoïde comme interrupteur reed, contrôlant une DEL derrière le disque pour créer un affichage visible de nuit.

## Historique
La girouette à pastilles a été développée par Kenyon Taylor à Ferranti-Packard à la demande de Trans-Canada Airlines (TCA, devenu Air Canada). Le système a été breveté en 1961, alors que TCA n'était plus intéressé et que la direction de Ferranti ne trouvait pas le projet intéressant.
Cependant, en 1961, la bourse de Montréal se montra intéressée par le système après avoir décidé de moderniser son système d'affichage des informations commerciales. Ferranti-Packard et Westinghouse proposèrent de prendre en charge le projet. Ferranti gagna l'appel d'offres en construisant un faux panneau d'affichage avec des panneaux peints et tournés à la main dans un ancien hangar, de l'autre côté de la route où se trouvaient les nouveaux bureaux de la bourse, pour montrer comment fonctionnerait le système.

## Applications

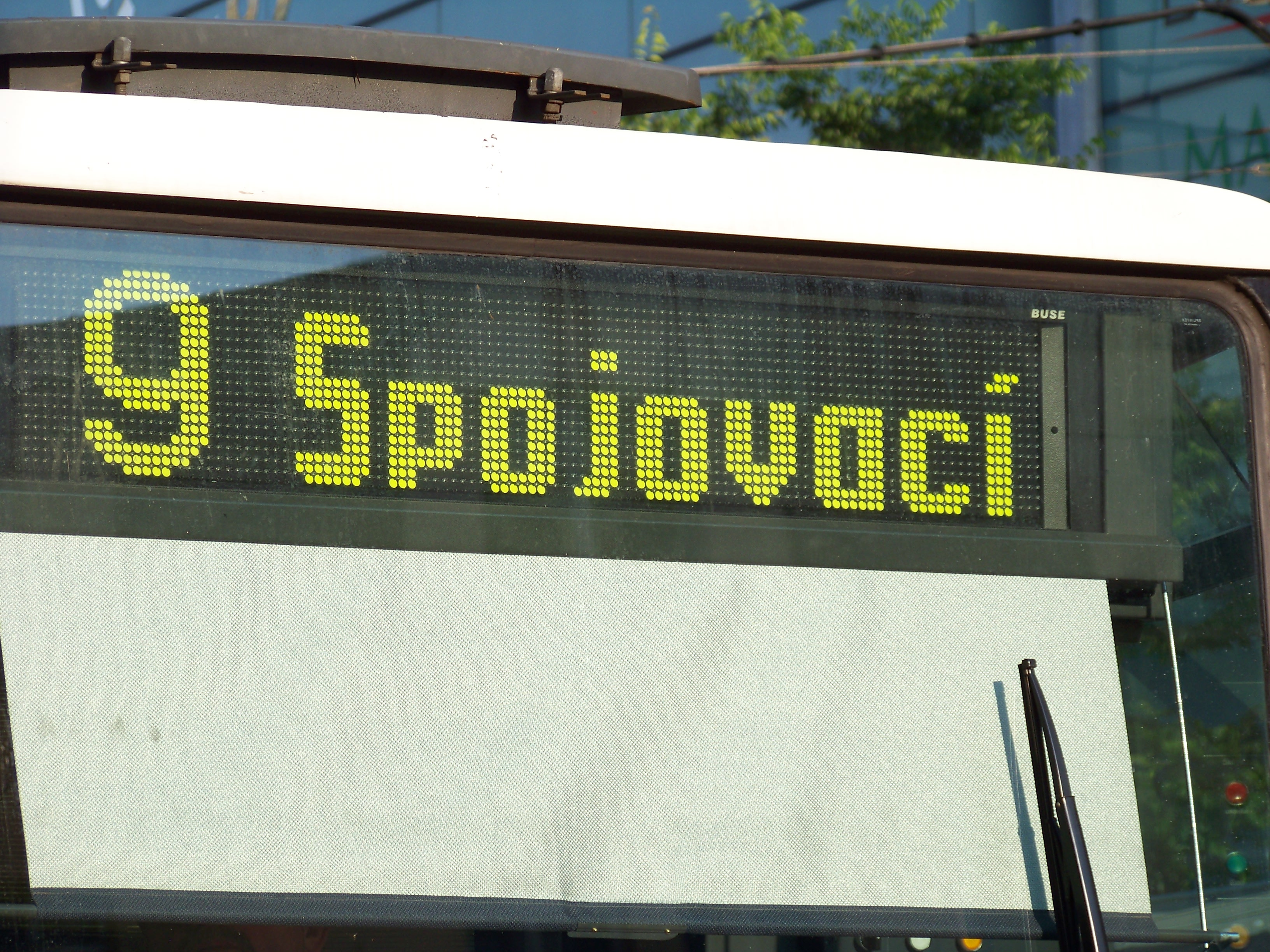
Destination et numéro de ligne dans un transport en commun (tramway de Prague).
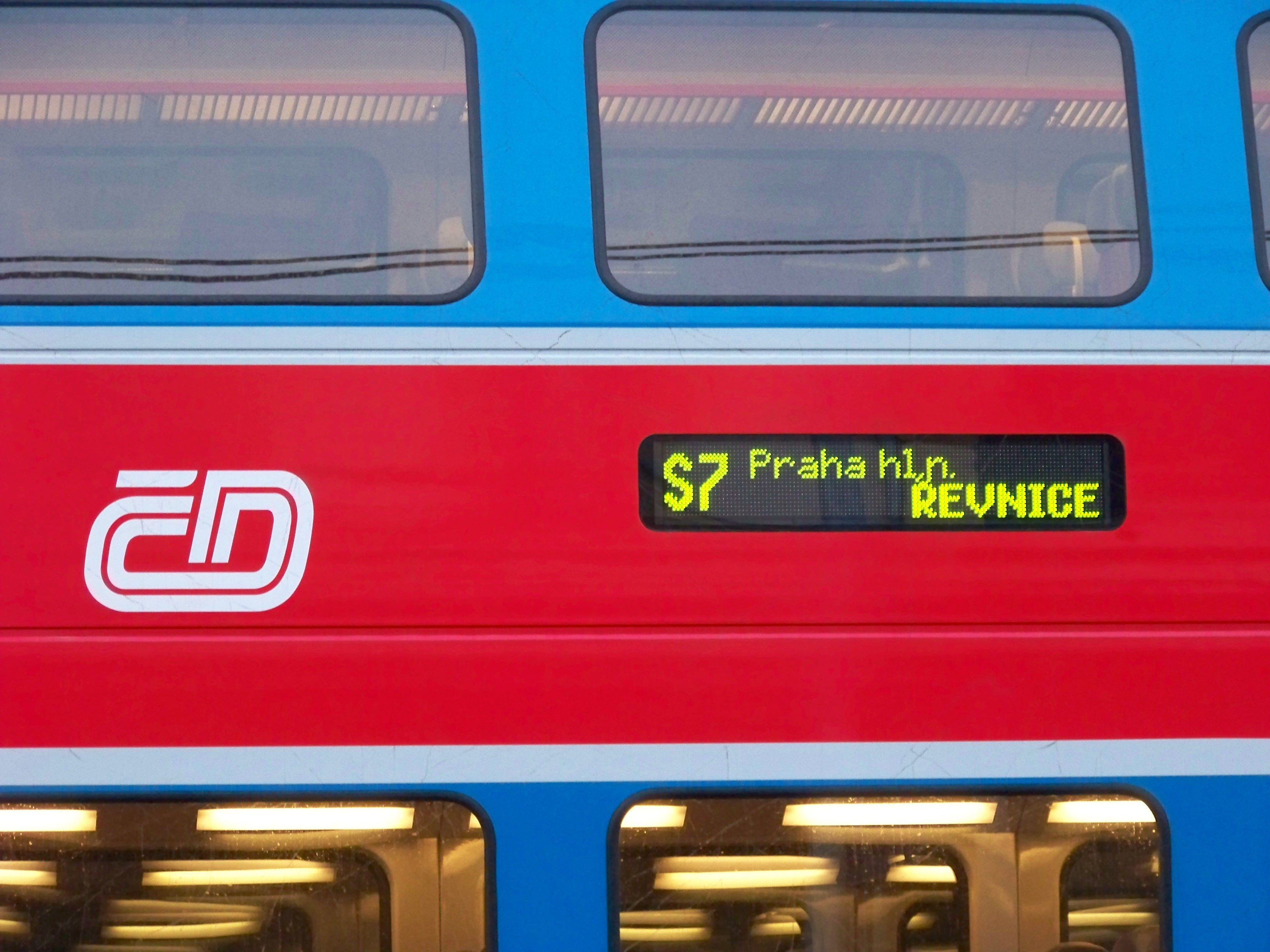
Destination et numéro de ligne dans un transport en commun (train de banlieue à Prague).
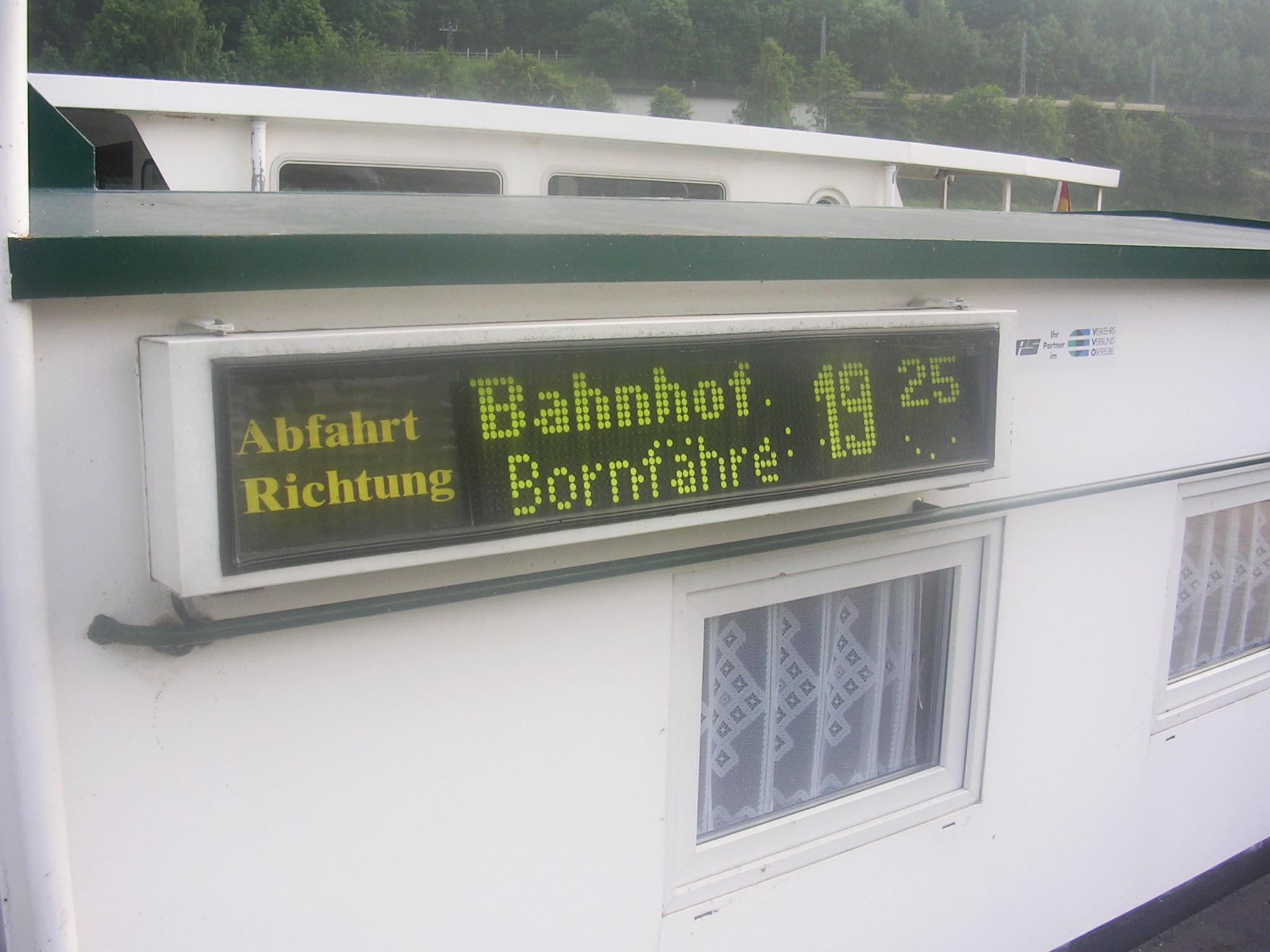
Affichage des départs dans un transport public (ferry sur l'Elbe à Bad Schandau).
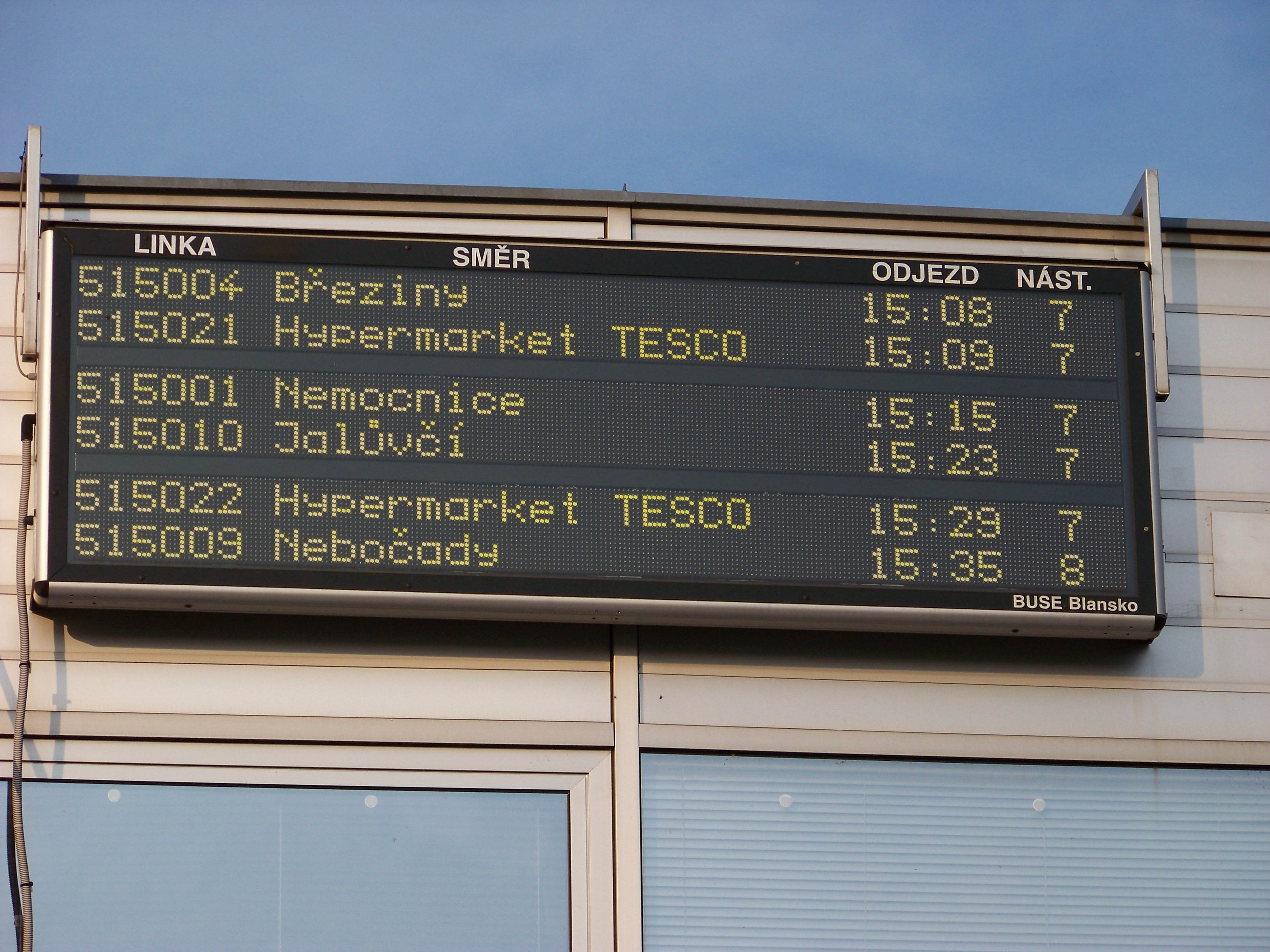
Affichage des départs dans des gares et terminaux (gare routière à Děčín).
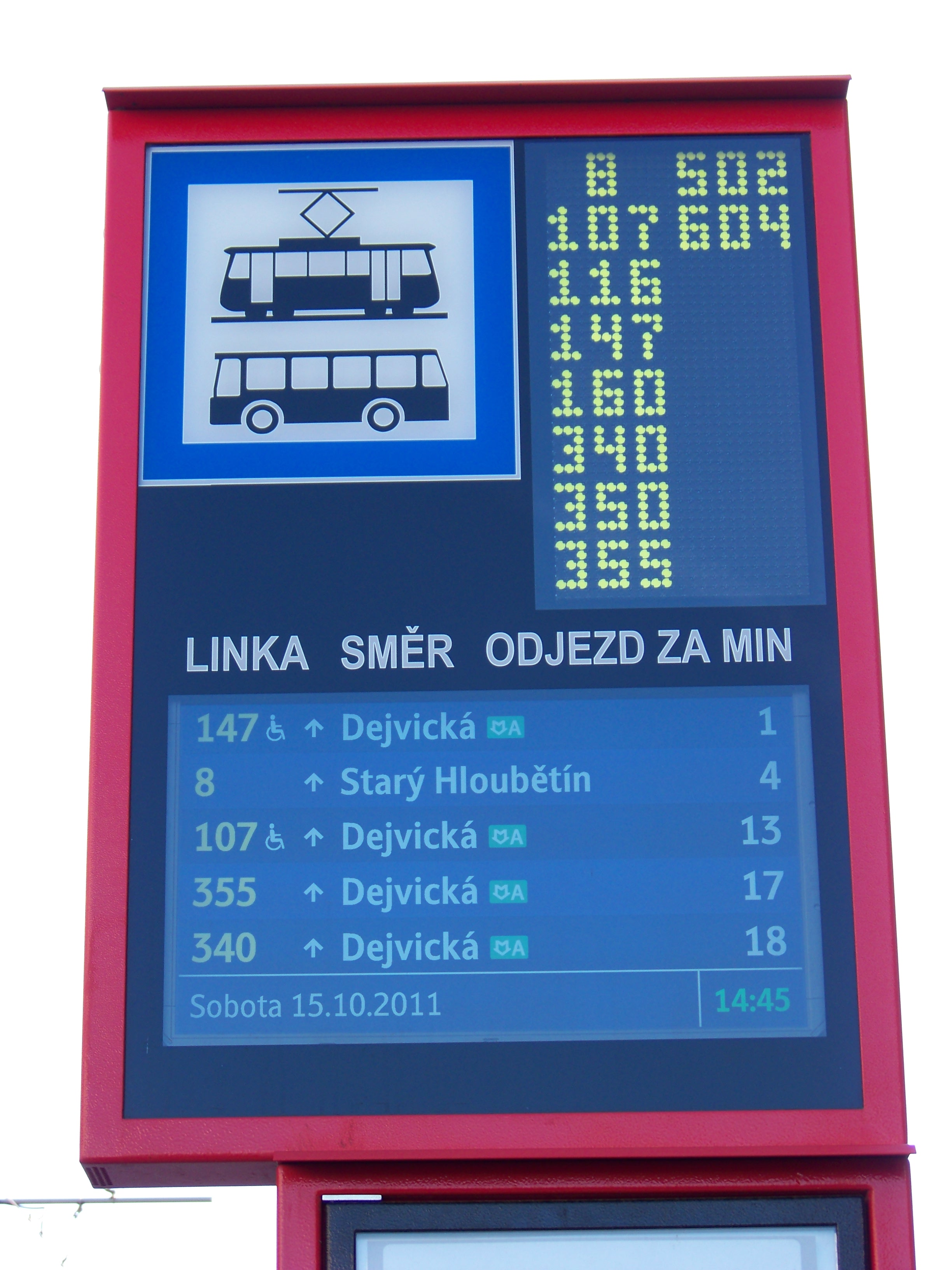
Affichage des lignes aux arrêts des transports en commun (Prague).
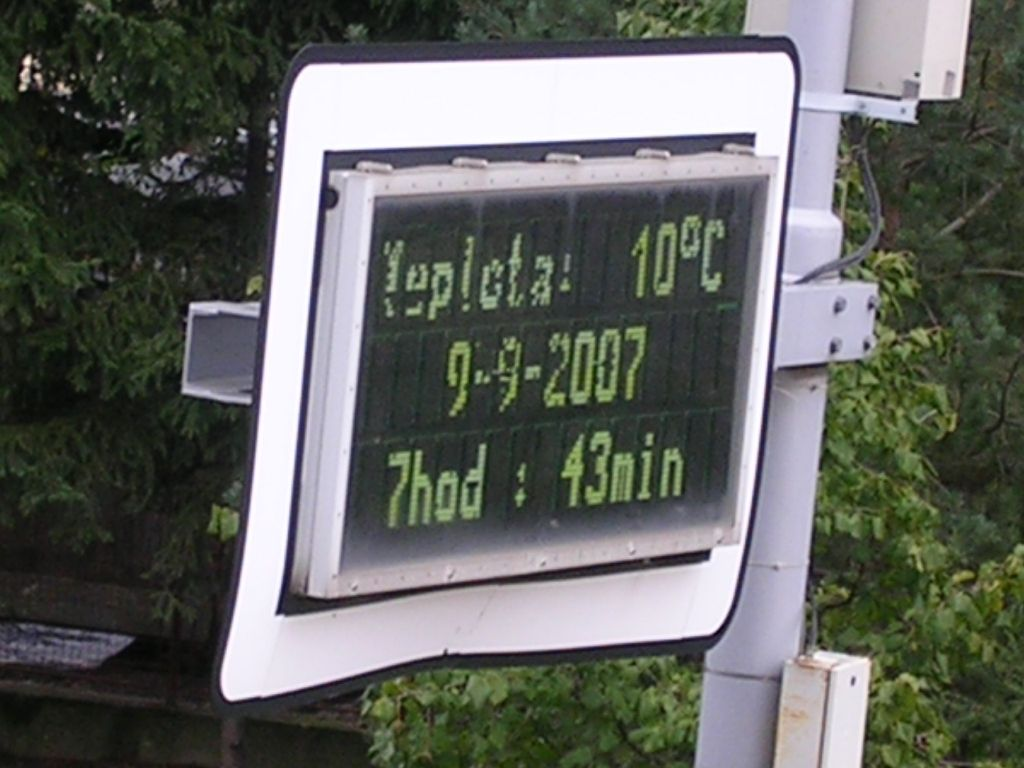
Information routière (Prague).